# Antonio Luna
Pour les articles homonymes, voir Antonio Luna (général) et Luna.
Antonio Manuel Luna Rodríguez, né le 17 mars 1991 à Son Servera aux Baléares, est un footballeur espagnol évoluant au poste d'arrière gauche au Rayo Vallecano, en prêt du Levante UD.

## Biographie
Antonio Luna est pur produit du Séville FC, il signe professionnel en 2009 et dispute sa première saison avec l'équipe B.
Il dispute son premier match de Liga lors de la fin de saison 2009-2010 en étant titulaire contre l'UD Almería à l'âge de 19 ans. Il intègre réellement l'équipe professionnelle pour la saison 2010-2011.
Le 20 janvier 2011, il est prêté pour la seconde partie de la saison à l'UD Almería.
En janvier 2013, il est prêté au RCD Majorque.
Antonio Luna rejoint le 20 juin 2013, le club d'Aston Villa pour un contrat de trois saisons
Le 17 août 2013, Antonio Luna inscrit son premier but pour son premier match en Premier League contre Arsenal (victoire 3-1 d'Aston Villa).

## Palmarès

### En club
- Séville FC
  - Vainqueur de la Coupe d'Espagne en 2010.